# Melchior Kalkstein Stoliński
Melchior Kalkstein Stoliński (zm. 21 sierpnia 1673 w Szczytnie koło Człuchowa) – poseł na sejm elekcyjny 1648, sędzia ziemski człuchowski, ławnik człuchowski.
Pochodził z rodziny szlacheckiej herbu Kos odmienny, jego rodzicami byli Wojciech Kalkstein Stoliński z Stolna i Elżbieta Jeżewska. Melchior Kalkstein Stoliński pełnił funkcję sędziego ziemskiego w Człuchowie. W 1648 roku został posłem na sejm elekcyjny, który wybrał Jana II Kazimierza Wazę na króla Polski, był wśród posłów zatwierdzających elekcję.